# Георгиос Ньоплиос
Георгиос Русис, известен като Ньоплиос или Неопулос (на гръцки: Γεώργιος Νιόπλιος, Νεόπουλος), е гръцки общественик и революционер, герой от Гръцката война за независимост.

## Биография
Роден е в западномакедонския град Сятища, тогава Османската империя, днес Гърция. Внук е на учения Георгиос Русис. Ефор е на училищата в Сятища, член на Филики Етерия и организатор на защитата на града от албански нападения. Ньоплис е сред организаторите на срещата на гръцки лидери в Добренския манастир на 19 февруари 1822 година. На срещата участват представители на Населишко, Кожанско, Сервийско, Кайлярско, Воденско, Ениджевардарско, Берско и Урумлъка и на нея се решава да се вдигне координиран бунт, ръководен от Анастасиос Каратасос. Ньоплис е представител на Сятища. След разгрома на Негушкото въстание, Ньоплис остава в Сятища, за да помогне за предотвратяване на османското отмъщение. През 1822 година Хуршид Ахмед паша изпраща 1600 души да превземат града. Ньоплис предлага голям откуп, събран от сятищани, и така градът е спасен. След това, начело на местна милиция от 500 души, отблъсква албански нападения в 1827, 1828 и 1830 година.